# Martinho (sofista)
Martinho (em latim: Martinus) foi um estudioso bizantino do século V, ativo sob o imperador Teodósio II (r. 408–450). Era sofista e lecionou em Constantinopla. Em 15 de março de 425, foi agraciado com os codicilos da comitiva da primeira ordem (comitiva primi ordinis), que permitiram-lhe usufruir da posição de ex-vigário.